# Équation de Killing
Pour les articles homonymes, voir Killing.
Pour un article plus général, voir Vecteur de Killing.
L'équation de Killing est l'équation fondamentale satisfaite par un vecteur de Killing.
Elle énonce qu'un champ de vecteurs {\displaystyle \xi } défini sur une variété riemannienne est un vecteur de Killing si la dérivée de Lie de la métrique riemannienne {\displaystyle g} est nulle :
{\displaystyle {\mathcal {L}}_{\xi }g=0\,}.
En termes de composantes dans un système de coordonnées donné, cette équation s'écrit :
{\displaystyle D_{a}\xi _{b}+D_{b}\xi _{a}=0\,},
où D représente la dérivée covariante compatible avec la métrique.
Cette équation peut se réécrire en utilisant la forme symétrisée :
{\displaystyle D_{(a}\xi _{b)}=0\,}.
Elle peut alors être généralisée à un tenseur d'ordre arbitraire, appelé tenseur de Killing.